# Яблонь-Пйотровце
Яблонь-Пйотровце (пол. Jabłoń-Piotrowce) — село в Польщі, у гміні Нові Пекути Високомазовецького повіту Підляського воєводства.
Населення — 128 осіб (2011).
У 1975-1998 роках село належало до Ломжинського воєводства.

## Демографія
Демографічна структура станом на 31 березня 2011 року:
|          | Загалом | Допрацездатний вік | Працездатний вік | Постпрацездатний вік |
| -------- | ------- | ------------------ | ---------------- | -------------------- |
| Чоловіки | 64      | 16                 | 37               | 11                   |
| Жінки    | 64      | 13                 | 36               | 15                   |
| Разом    | 128     | 29                 | 73               | 26                   |